# Omnia
Omnia – zespół muzyczny pochodzący z Holandii, grający, jak to określają sami członkowie neoceltycko-pogański folk.
Wykonują przede wszystkim własne utwory inspirowane tradycyjną muzyką z takich regionów jak Irlandia, Bretania czy Afganistan. Śpiewają w językach: angielskim, niemieckim, gaelickim, fińskim, bretońskim a także hindi. Występowali na wielu festiwalach Niemczech, Holandii, Luksemburgu, Belgii, Austrii i Węgrzech.
Po 23 latach działalności, zespół zamieścił na swojej oficjalnej stronie informację, iż rezygnuje z dalszego koncertowania. Swoją decyzję muzycy argumentują postępującymi zmianami klimatu, ponadto czują gotowość do wycofania się z działalności scenicznej na rzecz spokojnego życia w bliskości z naturą. Aktualnie Jenny i Steve zamieszkują w ponad 16-hektarowej posiadłości (zwanej przez nich Terra Omnia) u podnóża Alp Słoweńskich, gdzie zajmują się medytacją, pracą na świeżym powietrzu i powrotem do siebie po intensywnych latach na scenie. Wyrażają także niezadowolenie wywołane wieloletnim kontaktem z przemysłem muzycznym. 

## Członkowie zespołu
- Sic (Steve Evans-van der Harten) – flety, darbuka, davul, bodhrán, śpiew, buzuki
- Jenny (Jennifer Evans-van der Harten) – harfa, lira korbowa, śpiew, fortepian, bodhrán
- Luka (Louis Aubri) – śpiew, didgeridoo, davul, dudy (1996 – 2010)
- Joe (Joe Hennon) – gitara akustyczna (w strojeniu DADGAD) (2004 – 2010)
- Tom (Tom Spaan) – instrumenty perkusyjne (2009 – 2011)
- Mich (Michel Rozek) – instrumenty perkusyjne (2008 – 2009)
- Yoast (Joost van Es) – gitara akustyczna, skrzypce, mandolina (2009 – 2009)
- Philip (Philip Steenbergen) (2010 – 2013)
- Daphyd (Daphyd Sens) – didgeridoo, drumla, śpiew (2011 – )
- Rob (Rob van Barschoten) – instrumenty perkusyjne (2011 – )
- Maral (Maral Haggi Moni) (2011 – 2011)
- Satrya (Satria Bimantara Karsono) – gitara akustyczna (2014- )

## Dyskografia
- Sine Missione (2000)
- Beltaine (2001)
- Sine Missione 2 (2002)
- 3 (2003) – EP
- Crone of War (2004)

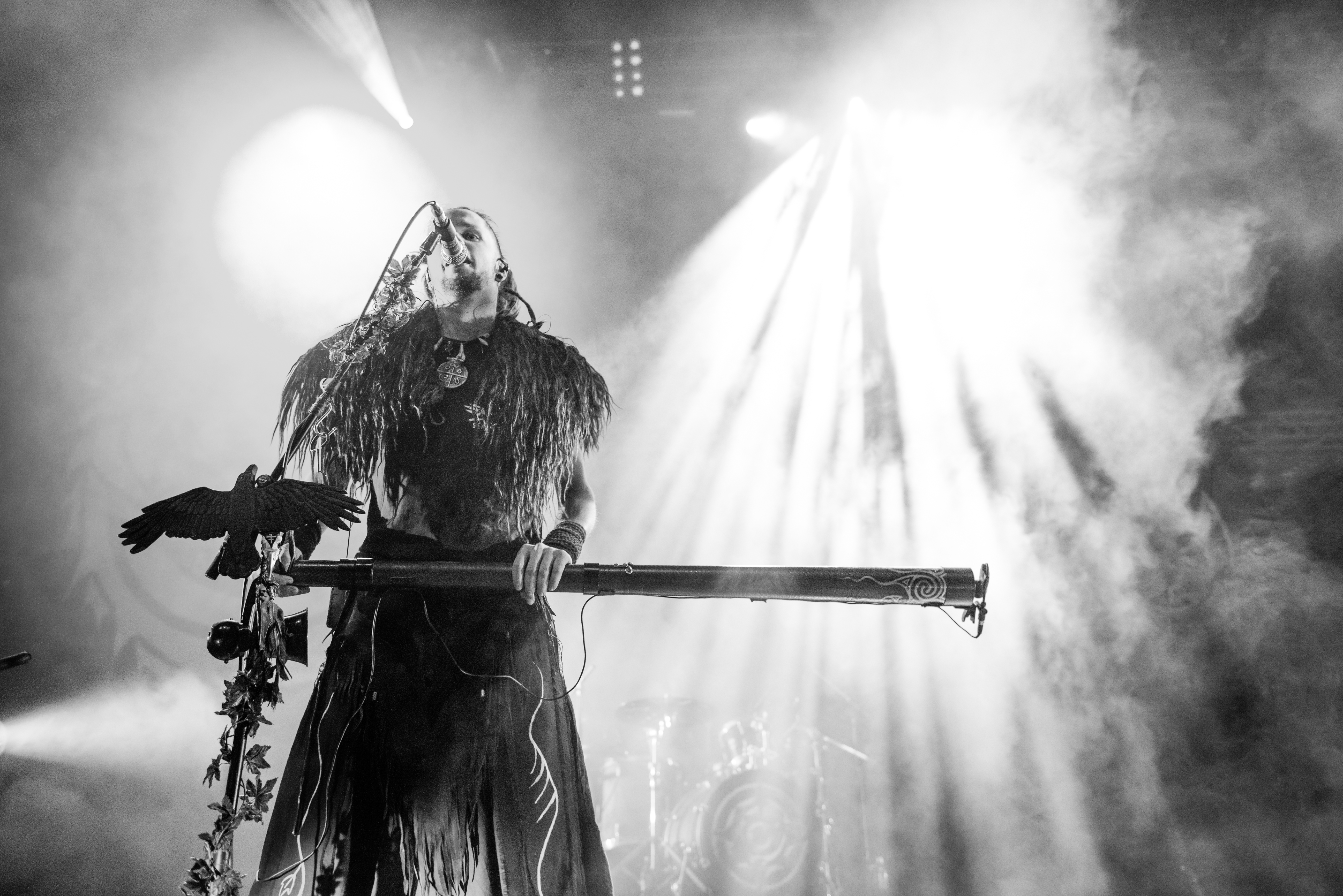
Daphyd "Crow" Sens

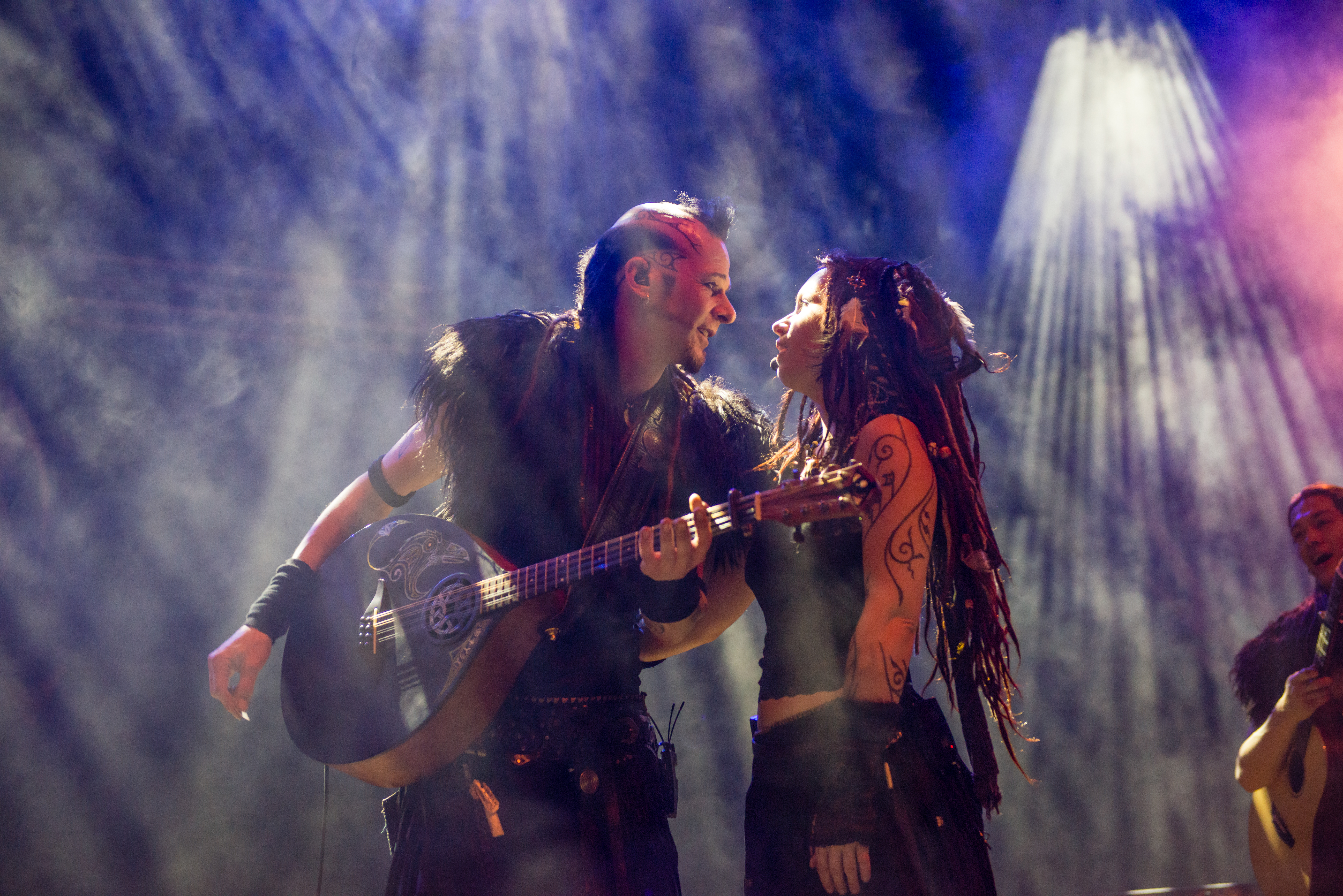
Steve and Jenny

- Live Religion (2005) – zapis z koncertu na 'Summer Darkness' Gothic Festival
- PaganFolk (2006)
- Cybershaman (2007) – remiks albumu PaganFolk
- Alive! (2007)
- History (2007) – ekskluzywna wersja dostępna tylko w USA
- Pagan Folk Lore (2008) – DVD
- World of Omnia (2009)
- Wolf Love (2010)
- Musick and Poëtree (2011)
- Live on Earth (2012)
- Earth Warrior (2014)
- Naked Harp (2015) – solowy album Jenny
- Prayer (2016)
- Reflexions (2018)